# Nikolaus Gelpke
Nikolaus K. Gelpke (* 3. Oktober 1962 in Zürich) ist ein Schweizer Meeresbiologe und Verleger. Er ist Herausgeber und Chefredakteur der Zeitschrift Mare in Hamburg.

## Leben
Gelpke ist einer von drei Söhnen des Ehepaars Wendelin Gelpke († 2001) und Christa, geborene Engelhorn (1932–2014). Nach der Scheidung der Eltern 1965 wuchs er in der Schweiz und Italien auf. Gelpke machte 1982 das Abitur. Auf Vorschlag von Elisabeth Mann Borgese studierte er Meeresbiologie an der Universität Kiel und schloss mit einem Diplom ab.
Er arbeitete u. a. als Forschungstaucher für die Universität Zürich und für Greenpeace. Bevor er mare gründete (1997), leitete er den Bereich Meer bei der Zeitschrift Ökozid-Journal : Zeitschrift für Ökologie und Dritte Welt.
Gelpke ist verheiratet und hat zwei Kinder.

## Engagement
Gelpke ist Präsident der Ocean Science and Research Foundation und Schirmherr des International Ocean Institute. Er war darüber hinaus zwischen 2006 und 2009 Mitglied der Jury für den Elisabeth-Mann-Borgese-Meerespreis, der 2009 in den Deutschen Meerespreis des Landes Schleswig-Holstein aufging. Ebenso ist Gelpke Initiator der World Ocean Review.
Er ist Eigentümer des Expeditions- und Kreuzfahrtschiffs MS Cape Race, das sich auf nachhaltige Reisen in die Arktis spezialisiert hat.
Nach dem Tod seines Freundes Roger Willemsen gründete Gelpke 2016 die Roger Willemsen Stiftung und kaufte dessen Haus für diese Stiftung. Die Stiftung vergibt Stipendien an Kulturschaffende in den Bereichen bildende Kunst, Komposition und Musik, Literatur, Film oder Performance und ermöglicht den Stipendiaten Projektaufenthalte im mare Künstlerhaus.
Gelpke ist Mitglied im Kuratorien des Geomar Helmholtz-Zentrum für Ozeanforschung.

## Auszeichnungen
- 2008: Grand Prix des Deutschen Designer Clubs für mare, da das Magazin „ein durchgängiges Gestaltungskonzept von allerhöchster Qualität und Güte“ aufweist.[15]
- 2017: LifetimeAward der ITB Berlin BuchAwards

## Veröffentlichungen
- (Hrsg.): Un-endliches Meer: Zerstörung des marinen Ökosystems – wirtschaftliche, politische, ökologische und kulturelle Hintergründe. Giessen (Focus Verlag)1992